# Claudio Pellegrini

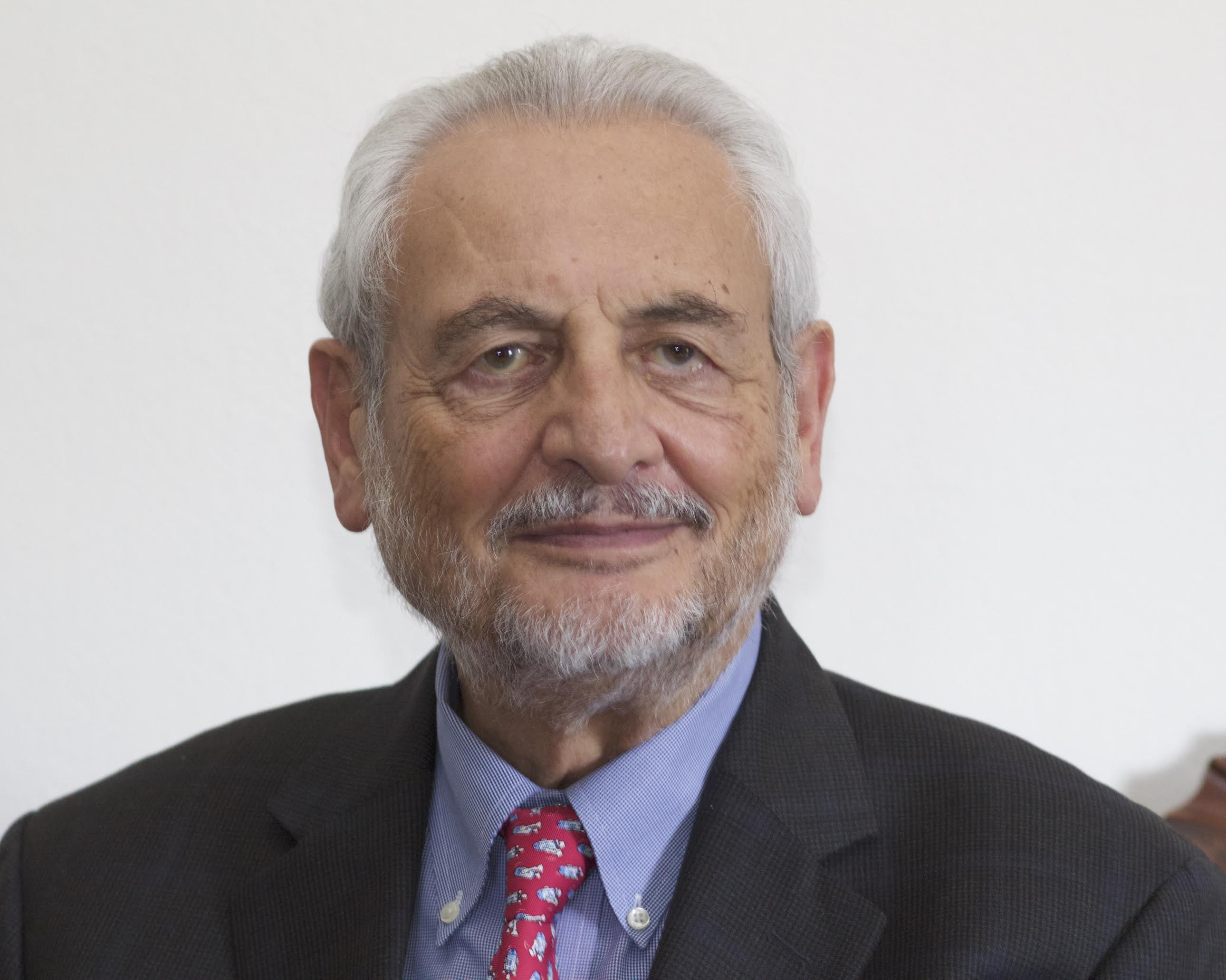
Claudio Pellegrini (2015)

Claudio Pellegrini (* 1935 in Rom) ist ein italienisch-US-amerikanischer Physiker, der sich mit der Physik von Teilchenbeschleunigern beschäftigt. Er ist insbesondere für Pionierarbeiten zur Verwendung des Freien-Elektronen-Lasers als Röntgenstrahlquelle bekannt.

## Leben
Pellegrini erwarb sein Physik-Diplom 1958 an der Universität Rom, an der er sich 1965 habilitierte (Libera Docenza). 1958 bis 1978 war er am italienischen Teilchenbeschleunigerzentrum in Frascati und danach bis 1989 Ko-Direktor am Beschleunigerphysik-Zentrum der National Synchrotron Light Source des Brookhaven National Laboratory.
1989 wurde er Professor für Physik an der University of California, Los Angeles (UCLA).
Pellegrini befasste sich theoretisch mit der Physik von Teilchenbeschleunigern, speziell Instabilitäten und kollektiven Effekten in Teilchenstrahlen hoher Intensität (in Frascati entdeckte er mit Bruno Touschek und Matthew Sands Kopf-Schwanz-Instabilitäten, Head-Tail-Instabilities) der Wechselwirkung von Teilchenstrahlbündeln mit elektromagnetischer Strahlung und Plasmen. Er befasste sich seit den 1980er Jahren mit Freien Elektronenlasern (FEL) und schlug 1992 vor, am SLAC einen FEL im Self-amplified spontaneous emission (SASE)-Betrieb zur Erzeugung von Sub-Pikosekunden-Röntgenpulsen zu bauen, was zur Linac Coherent Light Source (LCLC) führte, das zurzeit (2010) am SLAC gebaut wird. Am Neptune Labor der UCLA war er an Experimenten zu Beschleunigerkonzepten beteiligt, die Möglichkeiten zu Beschleunigern für sehr hohe Energien – im 100 TeV Bereich – eröffnen sollen (Inverse FEL und Plasma Beat Wave Accelerators).
1987 wurde er Fellow der American Physical Society. 2001 erhielt er den Robert R. Wilson Prize und 2000 den Free Electron Laser Prize. Für 2014 wurde ihm der Enrico-Fermi-Preis zugesprochen, 2017 wurde er in die National Academy of Sciences gewählt.

## Verweise
1. ↑  Ernest Courant, Pellegrini, W. Zakowicz High Energy Free Electron Laser Accelerator, Physical Review A, Band 32, 1985, S. 2813. Das Konzept geht auf Robert Brian Palmer 1972 zurück.
2. ↑  Beschleunigung mit longitudinaler Plasmawelle, erzeugt durch zwei Laserstrahlen, deren Schwebungsfrequenz der Frequenz der Plasmawelle entspricht. Das Konzept stammt von T. Tajima und John M. Dawson.

| Personendaten    | Personendaten                          |
| ---------------- | -------------------------------------- |
| NAME             | Pellegrini, Claudio                    |
| KURZBESCHREIBUNG | italienisch-US-amerikanischer Physiker |
| GEBURTSDATUM     | 1935                                   |
| GEBURTSORT       | Rom                                    |